# Merremia umbellata
Merremia umbellata es una especie de planta trepadora perteneciente a la familia Convolvulaceae. 

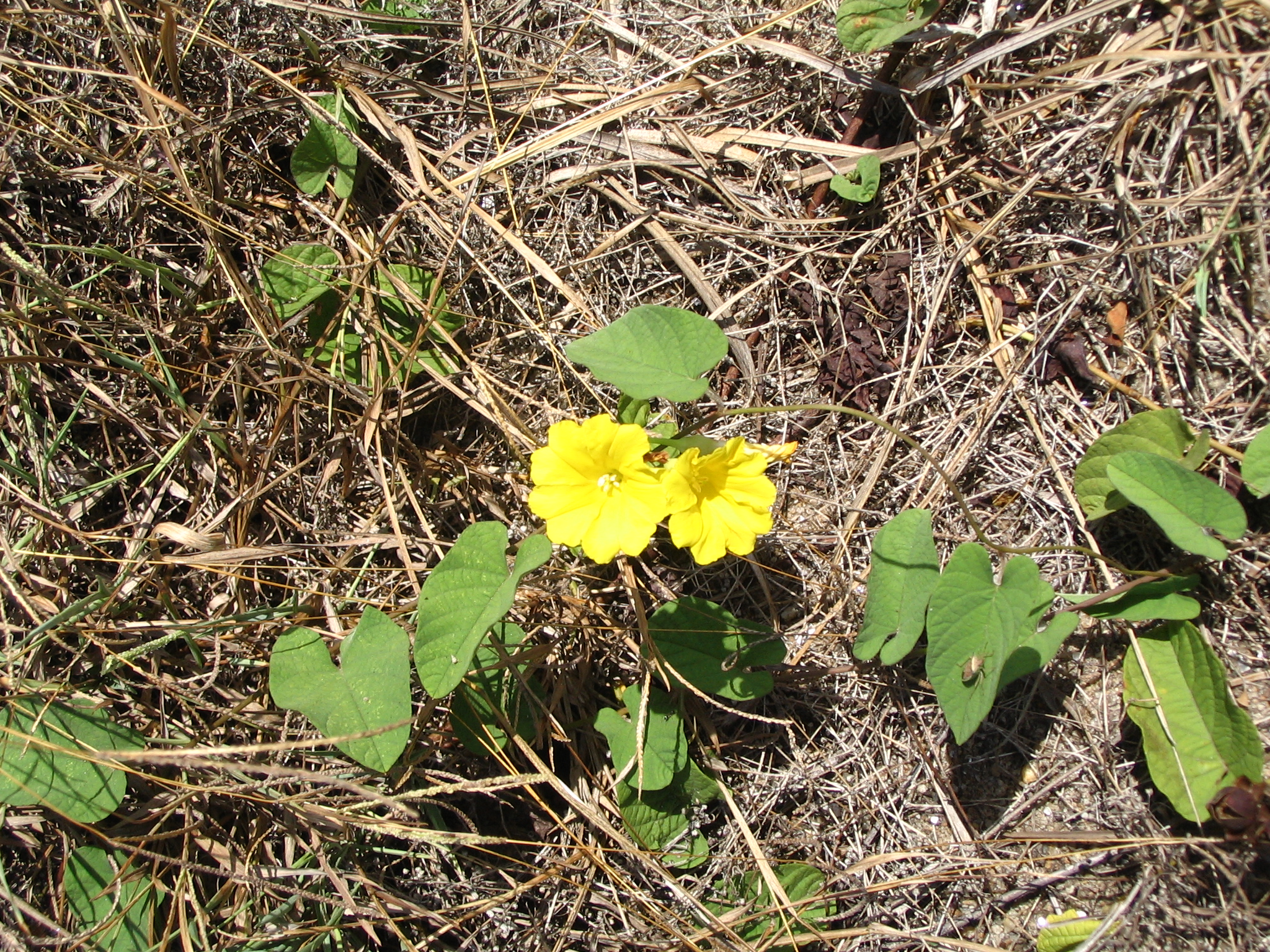
Vista de la planta

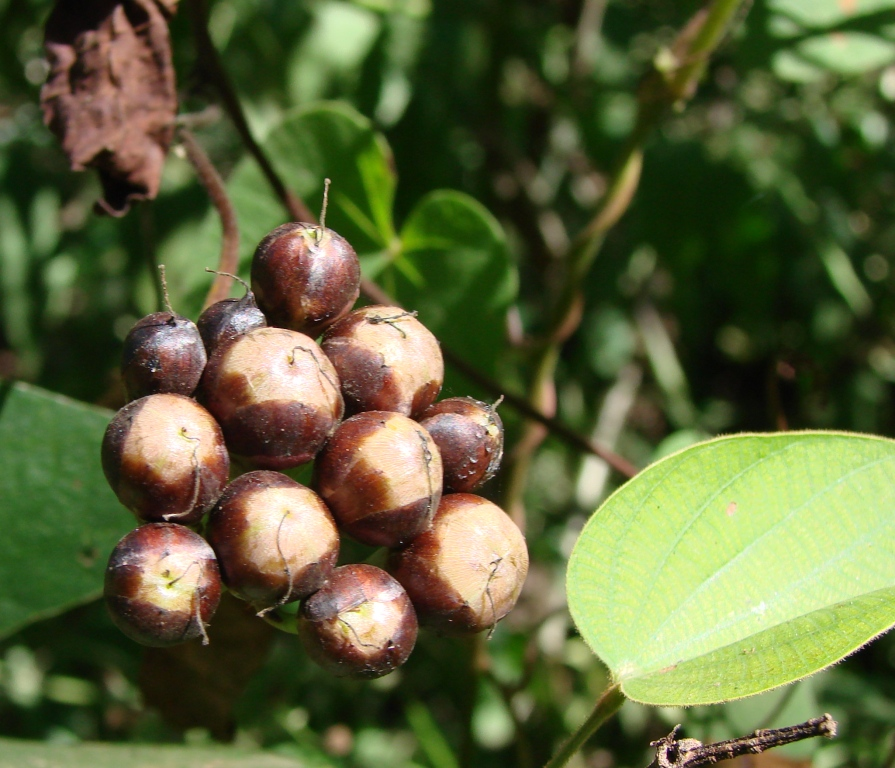
Frutos

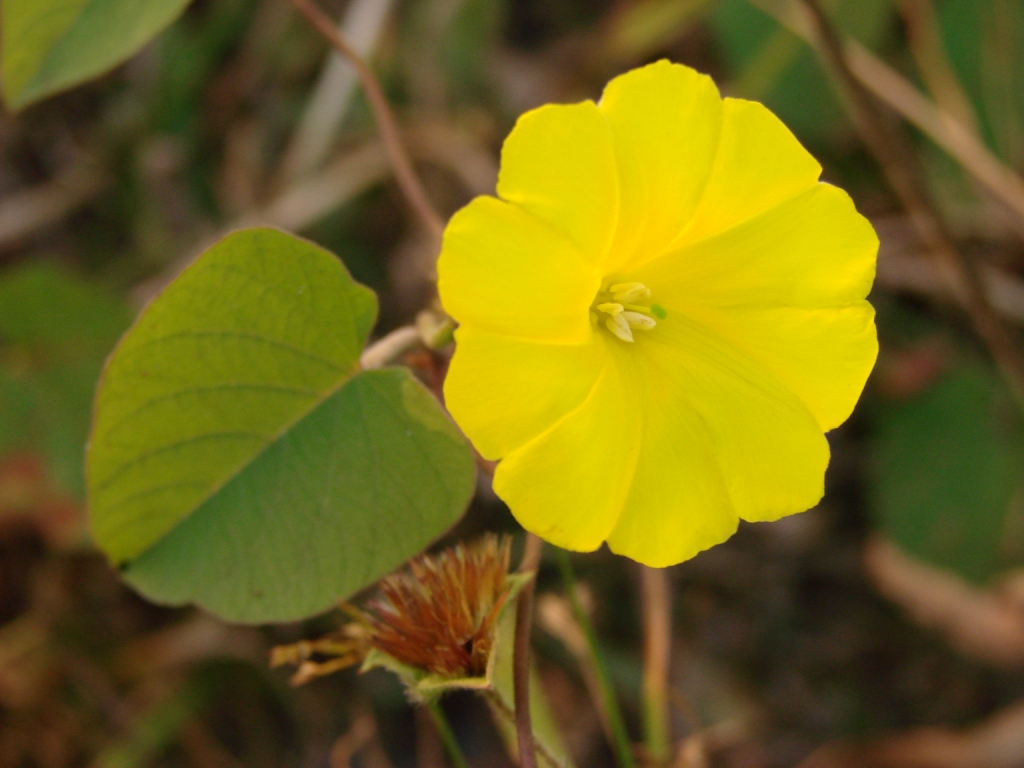
Detalle de la flor

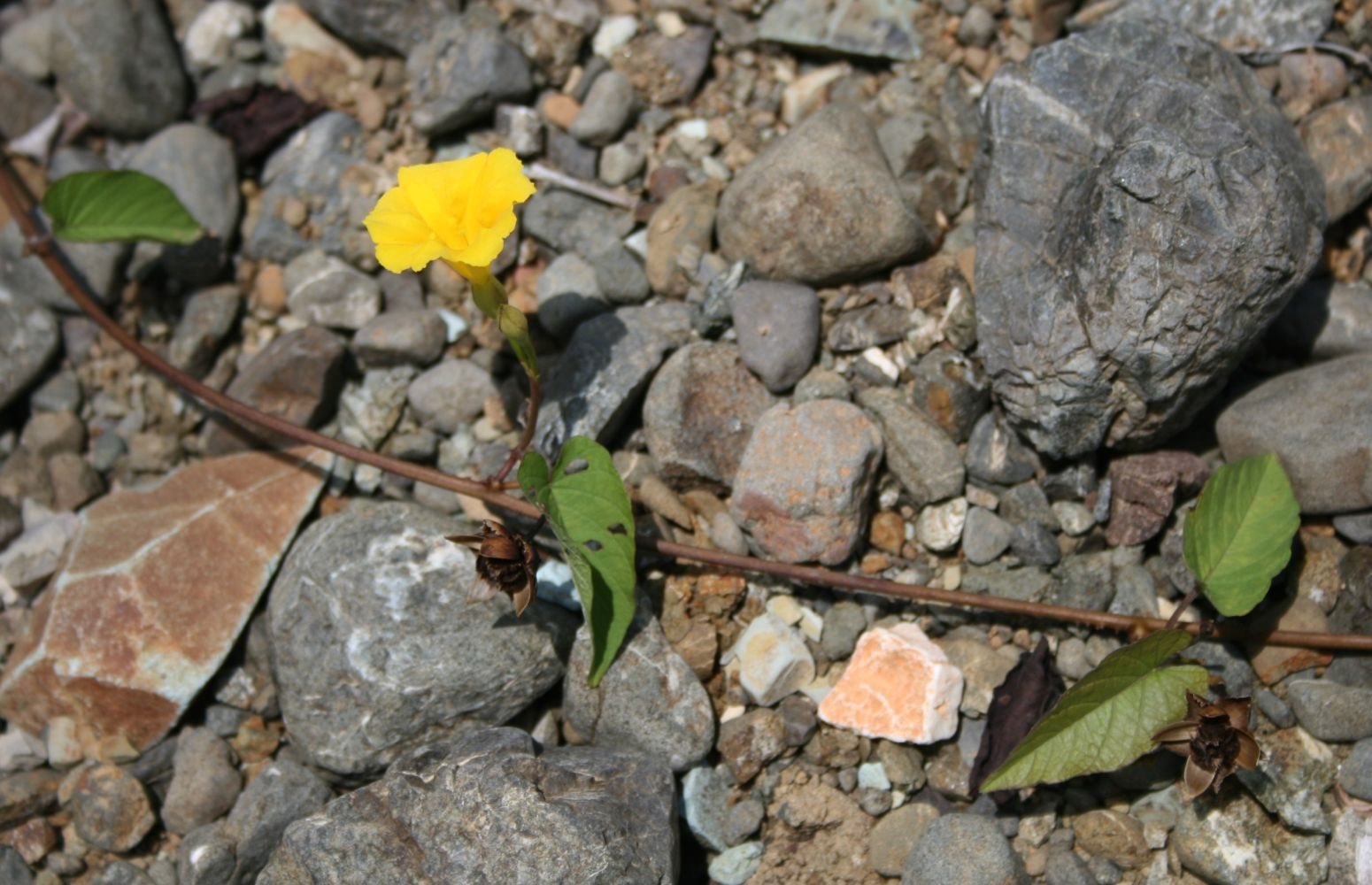
Hábitat

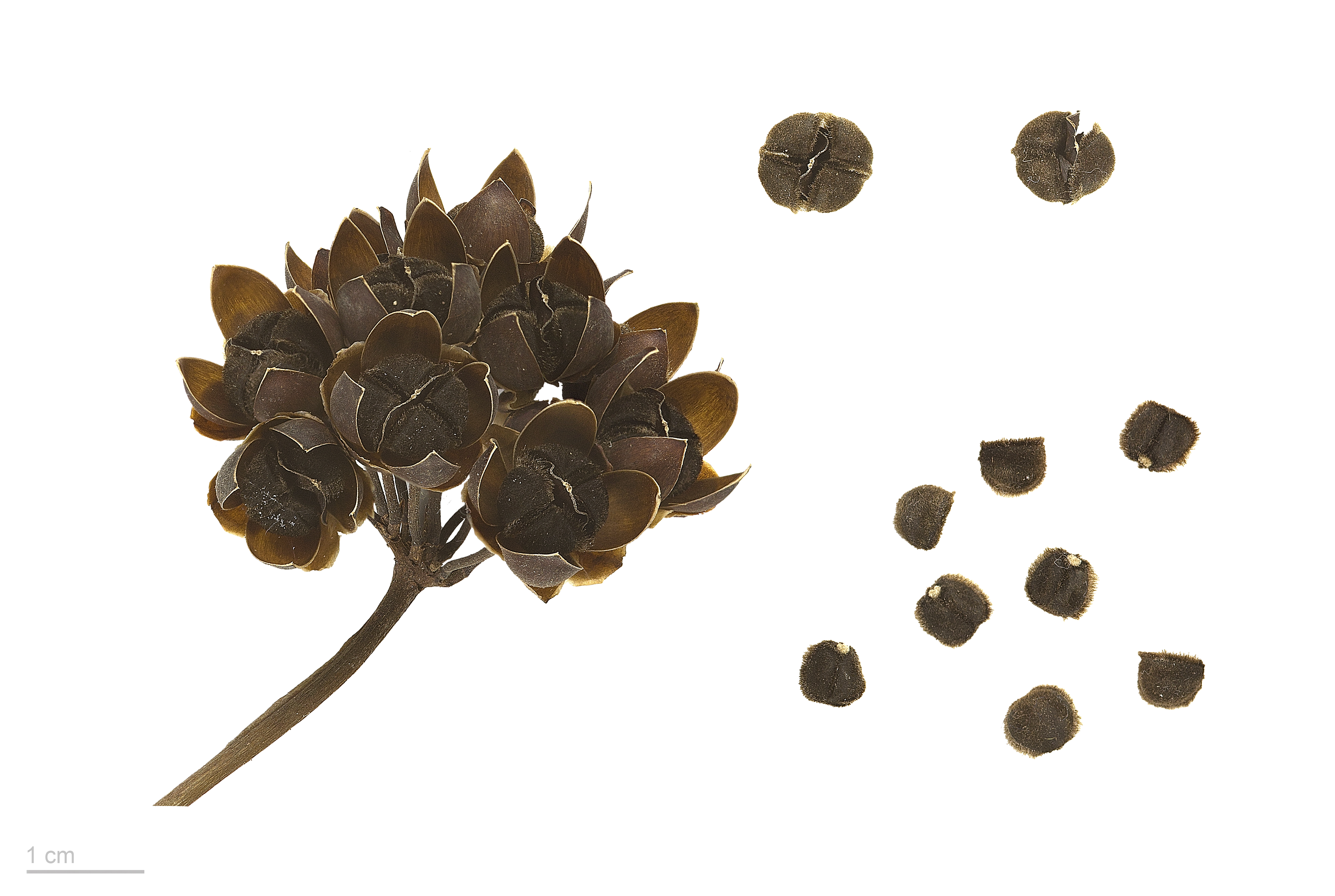
Merremia umbellata ssp umbellata - MHNT

## Descripción
Son plantas trepadoras perennes; con tallos herbáceos, desarrollándose desde raíces leñosas, volubles, glabros o raramente puberulentos. Las hojas enteras, estrechamente triangulares a ampliamente ovadas, de 1.5–15 cm de largo y 2–10 cm de ancho, en general largamente acuminadas, truncadas, cordadas o hastadas en la base, densamente pubescentes a glabras. Inflorescencias cimoso-umbeliformes, raramente las flores solitarias; sépalos oblongos, 6–8 mm de largo, redondeados en el ápice, glabros o puberulentos, márgenes escariosos; corola infundibuliforme, 2–3.5 cm de largo, glabra excepto por mechones de tricomas cerca del margen entre los pliegues, amarilla. Frutos ovoides a subglobosos, 8–9 mm de ancho, glabros; semillas ovoides, densamente pubescentes con cortos tricomas erectos, cafés.

## Distribución y hábitat
Es una especie común en sitios alterados y áreas cultivadas a una altitud de 0–1500 m; fl y fr durante todo el año, con más frecuencia oct–jul; en Mesoamérica y Sudamérica, también en las Antillas y en el Viejo Mundo.

## Taxonomía
Merremia umbellata fue descrita por (L.) Hallier f. y publicado en Botanische Jahrbücher für Systematik, Pflanzengeschichte und Pflanzengeographie 16(4–5): 552. 1893.
Etimología
Merremia: nombre genérico que fue otorgado en honor del naturalista alemán Blasius Merrem (1761 - 1824).
umbellata: epíteto latíno que significa "con forma de umbela".
Variedades aceptadas
- Merremia umbellata subsp. macra (C.B. Clarke) Parmar
- Merremia umbellata subsp. orientalis (Hallier f.) Ooststr.

Sinonimia
- Convolvulus aristolochiifolius Mill.
- Convolvulus caracassanus Willd. ex Roem. & Schult.
- Convolvulus cymosus Desr.
- Convolvulus luteus M. Martens & Galeotti
- Convolvulus multiflorus Mill.
- Convolvulus sagittifer Kunth
- Convolvulus umbellatus L.
- Ipomoea cymosa (Desr.) Roem. & Schult.
- Ipomoea mollicoma Miq.
- Ipomoea polyanthes Roem. & Schult.
- Ipomoea portobellensis Beurl.
- Ipomoea sagittifer (Kunth) G. Don
- Merremia umbellata var. occidentalis Hallier f.
- Merremia umbellata subsp. umbellata[4][5]

## Nombres comunes
- Guatemala: Cajete, quilamulillo
- El Salvador: cuajo de ule, cuelga-tabaco, jicama cimarrona.[1][6]

## Usos
Los tallos eran usados para amarrar tabaco colgado en tendales y secaderos de plantaciones de tabaco; también se decía que se usaba para coagular el látex del árbol de hule.